# Friedrich (Moselgau)
Friedrich im Moselgau (* 965; † 6. Oktober 1019) aus der Familie der Wigeriche war Graf im Moselgau und Vogt von Stablo und Malmedy. Er war der Sohn des Grafen Siegfried, der Vogt von Sankt Maximin in Trier und Echternach war, und der Hedwig.

## Leben
Durch seine Schwester Kunigunde war er der Schwager des Kaisers Heinrich II., gegen den er sich 1008 erhob, weshalb er 1011–1012 inhaftiert war. Nach der Aussöhnung mit Heinrich stand er wieder auf dessen Seite. Da Friedrichs Enkel Konrad I. 1083 den Titel eines Grafen von Luxemburg annahm, wird er nicht nur als Stammvater des luxemburgischen Grafenhauses angesehen, sondern oft auch selbst als Graf von Luxemburg bezeichnet (→Geschichte Luxemburgs).

## Familie
Friedrich heiratete Irmtrud von der Wetterau (* 972, † nach 1015), eine Tochter des Grafen Heribert von der Wetterau und im Kinziggau und die Erbin von Gleiberg aus der Familie der Konradiner, mit der er mindestens zehn Kinder hatte:
1. Heinrich VII. († 14. Oktober 1047), Graf, Vogt von Sankt Maximin in Trier und Echternach, 1042/47 Herzog von Bayern, begraben in Sankt Maximin in Trier
2. Friedrich II. († 28. August 1065), 1033 bezeugt, 1046 Herzog von Niederlothringen, Vogt von Stablo und Malmedy, in Stablo begraben
  1. ⚭ I. Gerberge von Boulogne (* um 1008, † um 1059 in Stablo, Belgien), Tochter von Eustache von Boulogne und Mathilde von Löwen
  2. ⚭ II. Ida Billung von Sachsen, Tochter von Bernhard II. († 1059), Herzog in Sachsen, und Eilika (od. Eilica) von Schweinfurt († 10. Dezember nach 1055/56), Tochter des Heinrich von Schweinfurt, Markgraf auf dem Nordgau; heiratete nach Friedrichs Tod Albert III. von Namur (* 10. August 1035, † 22. Juni 1102), 1063–1102 Graf von Namur
3. Adalbero (* um 1010, † 13. November 1072), 1047–1072 Bischof von Metz, gründete 1070 das Stift Saint-Sauveur in Metz, dort auch begraben
4. Giselbert († 14. August 1056/59), 1030 bezeugt, 1036 Graf von Salm, 1047 Graf von Luxemburg, wohl auch von Longwy, Vogt von Sankt Maximin in Trier und Echternach
5. Dietrich, 1012/57 bezeugt
6. Hermann I. von Gleiberg (* um 1012/15, † 1062/1076 ?), 1046/57 bezeugt, erbte die halbe Grafschaft Gleiberg
7. Otgiva (* um 995, † 21. Februar 1030), begraben in Sankt Peter in Gent; ⚭ um 1012 Balduin IV., 987 Graf von Flandern († 30. Mai 1035)
8. Gisela (* um 1007, † nach 1058); ⚭ Rudolf von Gent, 1031–34/52 bezeugt, Herr von Aalst (Haus Gent)
9. Imiza († nach 2. August 1055); ⚭ Welf II. († 1030), Graf von Altdorf (Welfen)
10. Uda (* um 1016), 1050 bezeugt, geistlich in Remiremont, 1045 bezeugt als Äbtissin von Saint-Rémy in Lunéville